# Dolby Surround Pro Logic IIx
Il Dolby Surround Pro Logic IIx, spesso abbreviato in Dolby Pro Logic IIx, è un decoder/processore audio sviluppato dalla Dolby Laboratories. Appartiene alla famiglia di decoder/processori audio Pro Logic sviluppata dalla Dolby Laboratories e alla quale appartengono anche i decoder/processori Dolby Surround Pro Logic e Dolby Surround Pro Logic II, in particolare è l'ultimo ad essere stato sviluppato ed è il più potente.
Quando un apparecchio, o un dispositivo, elettronico, ad esempio un amplificatore audio per l'home theatre, presenta al proprio interno un decoder/processore Dolby Surround Pro Logic IIx viene apposto esternamente il logo del Dolby Surround Pro Logic.

## Caratteristiche
Il decoder/processore Dolby Surround Pro Logic IIx è in grado di decodificare/elaborare l'audio Dolby Surround, Dolby Surround Pro Logic II, Dolby Stereo e Dolby Stereo Spectral Recording (gli ultimi due con una qualità audio inferiore a quella permessa da tali standard audio), e di elaborare l'audio stereofonico.
Il decoder/processore Dolby Surround Pro Logic IIx prevede due differenti configurazioni di canali audio, una a sette canali audio e l'altra a otto canali audio. La configurazione a sette canali audio prevede i seguenti canali audio:
- anteriore sinistro
- anteriore centrale
- anteriore destro
- posteriore sinistro
- posteriore centrale
- posteriore destro
- LFE

Il simbolo grafico utilizzato per indicare questa configurazione di canali audio è quindi il seguente:
La configurazione a otto canali audio prevede invece i seguenti canali audio:
- anteriore sinistro
- anteriore centrale
- anteriore destro
- posteriore sinistro
- posteriore centrale sinistro
- posteriore centrale destro
- posteriore destro
- LFE

Il simbolo grafico utilizzato per indicare questa configurazione di canali audio è quindi il seguente:
La seguente tabella riassume come vengono decodificati e/o elaborati dal decoder/processore Dolby Surround Pro Logic IIx i vari standard audio che è in grado di decodificare e/o elaborare:
| Standard audio | Decodifica e/o elaborazione con decoder/processore Dolby Surround Pro Logic IIx                                                                                          | Elaborazioni audio eseguite |
| --- | --- | --- |
| Stereofonia: - anteriore sinistro - anteriore destro                                                                                | - anteriore sinistro - anteriore centrale - anteriore destro - posteriore sinistro - posteriore centrale - posteriore destro - LFE                                       | Creazione dei canali anteriore centrale, posteriore sinistro, posteriore centrale, posteriore destro e LFE.                                      |
| Stereofonia: - anteriore sinistro - anteriore destro                                                                                | - anteriore sinistro - anteriore centrale - anteriore destro - posteriore sinistro - posteriore centrale sinistro - posteriore centrale destro - posteriore destro - LFE | Creazione dei canali anteriore centrale, posteriore sinistro, posteriore centrale sinistro, posteriore centrale destro, posteriore destro e LFE. |
| Dolby Surround: - anteriore sinistro - anteriore centrale - anteriore destro - posteriore                                           | - anteriore sinistro - anteriore centrale - anteriore destro - posteriore sinistro - posteriore centrale - posteriore destro - LFE                                       | Creazione dei canali posteriore sinistro, posteriore destro e LFE.                                                                               |
| Dolby Surround: - anteriore sinistro - anteriore centrale - anteriore destro - posteriore                                           | - anteriore sinistro - anteriore centrale - anteriore destro - posteriore sinistro - posteriore centrale sinistro - posteriore centrale destro - posteriore destro - LFE | Creazione dei canali posteriore sinistro, posteriore centrale sinistro, posteriore centrale destro, posteriore destro e LFE.                     |
| Dolby Surround Pro Logic II: - anteriore sinistro - anteriore centrale - anteriore destro - posteriore sinistro - posteriore destro | - anteriore sinistro - anteriore centrale - anteriore destro - posteriore sinistro - posteriore centrale - posteriore destro - LFE                                       | Creazione del canale posteriore centrale e LFE.                                                                                                  |
| Dolby Surround Pro Logic II: - anteriore sinistro - anteriore centrale - anteriore destro - posteriore sinistro - posteriore destro | - anteriore sinistro - anteriore centrale - anteriore destro - posteriore sinistro - posteriore centrale sinistro - posteriore centrale destro - posteriore destro - LFE | Creazione dei canali posteriore centrale sinistro, posteriore centrale destro e LFE.                                                             |
| Dolby Stereo: - anteriore sinistro - anteriore centrale - anteriore destro - posteriore                                             | - anteriore sinistro - anteriore centrale - anteriore destro - posteriore sinistro - posteriore centrale - posteriore destro - LFE                                       | Creazione dei canali posteriore sinistro, posteriore destro e LFE.                                                                               |
| Dolby Stereo: - anteriore sinistro - anteriore centrale - anteriore destro - posteriore                                             | - anteriore sinistro - anteriore centrale - anteriore destro - posteriore sinistro - posteriore centrale sinistro - posteriore centrale destro - posteriore destro - LFE | Creazione dei canali posteriore sinistro, posteriore centrale sinistro, posteriore centrale destro, posteriore destro e LFE.                     |
| Dolby Stereo Spectral Recording: - anteriore sinistro - anteriore centrale - anteriore destro - posteriore                          | - anteriore sinistro - anteriore centrale - anteriore destro - posteriore sinistro - posteriore centrale - posteriore destro - LFE                                       | Creazione dei canali posteriore sinistro, posteriore destro e LFE.                                                                               |
| Dolby Stereo Spectral Recording: - anteriore sinistro - anteriore centrale - anteriore destro - posteriore                          | - anteriore sinistro - anteriore centrale - anteriore destro - posteriore sinistro - posteriore centrale sinistro - posteriore centrale destro - posteriore destro - LFE | Creazione dei canali posteriore sinistro, posteriore centrale sinistro, posteriore centrale destro, posteriore destro e LFE.                     |